# Индийская черепаха
Индийская черепаха (лат. Indotestudo travancorica) — вид сухопутных черепах. Недостаточно изучена, её численность сокращается.

## Описание

### Внешний вид
Черепаха средних размеров, длина её панциря до 28 см. Он овальный, невысокий, с ровным краем. В брачный период индийские черепахи меняют окраску, особенно самцы: изменяется цвет кожи в области носа и глазниц — крайне редкое явление для наземных черепах.

### Распространение и среда обитания
Эндемик Индии. Населяет области Траванкор и Кохин на юго-западе Индостана. Ареал простирается по западным склонам гор на юге штата Керала и на крайнем юге штата Карнатака. Поднимается в горы до высоты 1000 м над уровнем моря.
Любимые места обитания — дождевые горные леса с умеренной влажностью.

### Размножение
Брачный сезон длится с ноября по январь.

## Индийская черепаха и человек
В начале XX века была обычным видом на востоке штата Керала и в районе Кург. Численность сильно уменьшилась из-за разрушения мест обитания и употребления местным населением в пищу.
Нуждается в изучении и охране.